# Hermann Habich
Hermann Habich (ur. 15 sierpnia 1895 w Platting, zm. ?) – niemiecki as myśliwski z czasów I wojny światowej z 7 potwierdzonymi zwycięstwami powietrznymi.

## Życiorys
Przed wybuchem I wojny światowej, 17 marca 1914 roku, uzyskał licencję pilota No.697. Po wybuchu wojny, w końcu 1914 roku, został powołany do armii i przydzielony do Feldflieger-Abteilung 4 b, które w styczniu 1917 roku zostało przekształcone w FFA 47. Następnie służył na froncie wschodnim w Fliegerabteilung 215 (Artillerie)
18 marca 1915 roku został odznaczony Krzyżem Żelaznym I Klasy, a w sierpniu mianowany Offizierstellvertreter. Po szkoleniu w obsłudze i metodach walki na samolotach jednomiejscowych, w styczniu 1918 roku, został przydzielony do Jasta 49.
Hermann Habich pierwsze zwycięstwo odniósł w 27 marca 1918 roku nad samolotem DH4 z dywizjonu No. 18 Squadron RAF. 26 września odniósł zwycięstwo nad francuskim balonem obserwacyjnym z jednostki 19 Cie. Ostatnie zwycięstwo odniósł 6 października 1918 roku nad francuskim samolotem Breguet 14 w okolicach Somme-Py.
Po zakończeniu wojny Habich pozostał w lotnictwie niemieckim, pracował jako pilot wojskowy i instruktor lotniczy. W końcu lat trzydziestych XX w. wstąpił do Luftwaffe, służył na froncie wschodnim w Rosji i przez pewien czas dowodził jedną z Nachtschlachtgruppe.

## Odznaczenia
- Krzyż Żelazny I Klasy
- Krzyż Żelazny II Klasy
- Militär-Karl-Friedrich-Verdienstorden